# Burg Pfullingen
Die Burg Pfullingen, auch Obere Burg oder Grafenburg genannt, ist eine abgegangene Burg im Stadtgebiet von Pfullingen im Landkreis Reutlingen in Baden-Württemberg.
Die Burg wurde im 11. Jahrhundert erwähnt und war Sitz der Edelfreien von Pfullingen, die vermutlich verwandt mit den Grafen von Achalm waren. Ende des 13. Jahrhunderts war die Burg im Besitz der Freiherren von Greifenstein, wurde vor 1521 abgebrochen und 1454 als Burgstall bezeichnet. 1900 fand man bei Ausgrabungen Quadersteine.